# U nguyên bào gan
U nguyên bào gan (hepatoblastoma) là u ác tính gây bệnh ung thư gan ở trẻ sơ sinh và trẻ em, khối u gồm các mô giống như tế bào gan của thai nhi, tế bào gan trưởng thành hoặc tế bào ống mật. Khối u thường xuất hiện ở trẻ dưới 5 tuổi, thường bắt đầu ở thuỳ phải của gan và thường di căn đến phổi. Đây là bệnh hiếm gặp với tần số: 0,5-1,5/1.000.000 trẻ, thường được chẩn đoán trong ba năm đầu đời của trẻ. Nồng độ alpha-fetoprotein (AFP) thường tăng, nhưng khi AFP không tăng lúc chẩn đoán thì tiên lượng đã là kém. Nguyên nhân gây bệnh chưa thật rõ, nhưng có thể liên quan tới di truyền, giới tính (trẻ trai nhiều hơn trẻ gái) và người mẹ đã bị viêm gan B.
Bệnh nhân thường không có triệu chứng nào  khi chẩn đoán. Kết quả là, bệnh thường tiến triển xa khi có chẩn đoán.

## Sinh lý bệnh

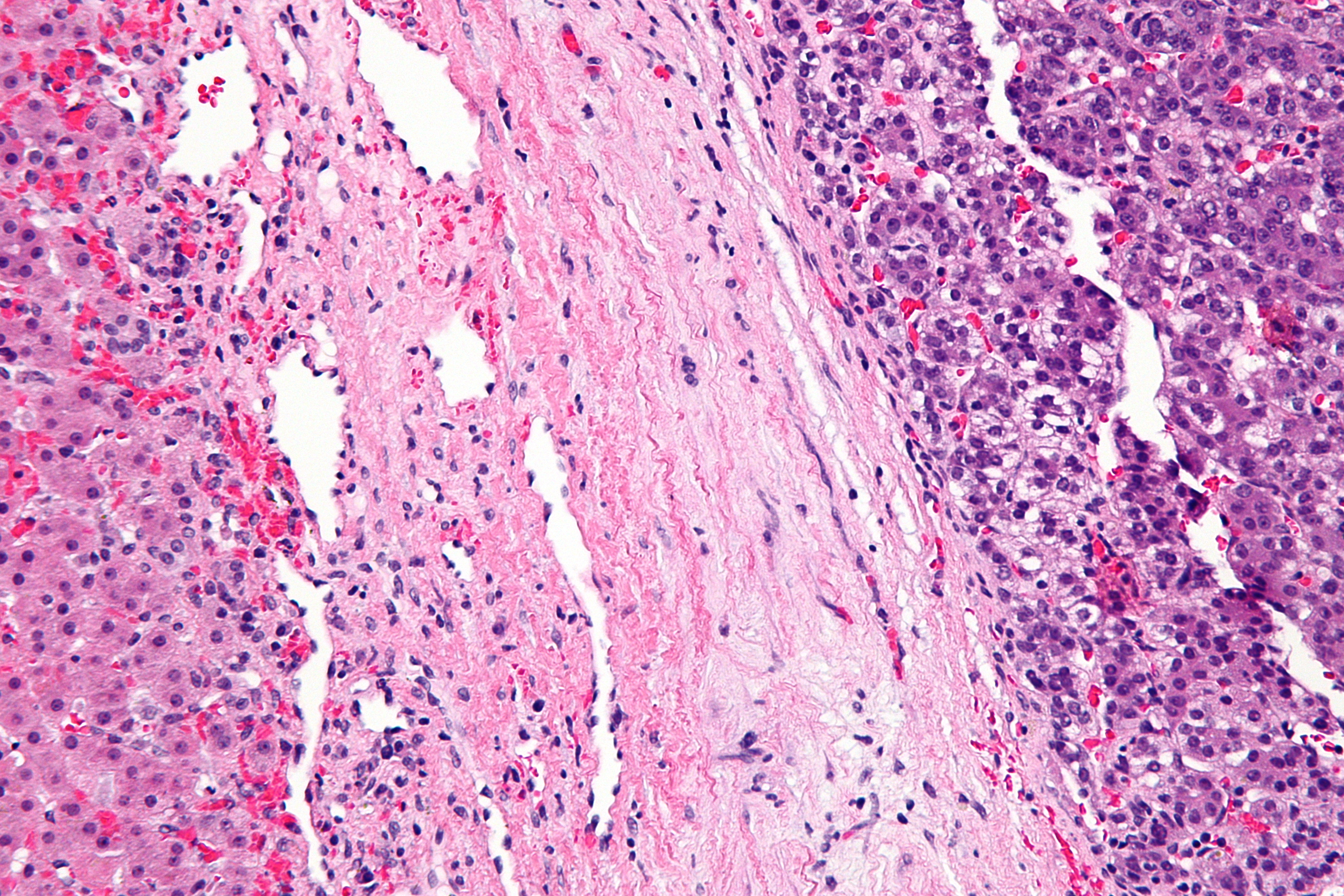
Ảnh vi mô u nguyên bào gan (bên phải hình ảnh) và gan bình thường (bên trái hình ảnh) đã nhuộm H&E.

U nguyên bào gan bắt nguồn từ các tế bào tiền thân gan chưa trưởng thành, thường không tập trung, ảnh hưởng đến thùy phải của gan thường xuyên hơn thùy trái và có thể di căn. Chúng được phân loại thành hai loại: "Loại biểu mô" và "Loại biểu mô hỗn hợp / Trung mô."
Các cá nhân mắc bệnh polyp tuyến thượng thận gia đình (FAP), một hội chứng của polyp đại tràng khởi phát sớm và ung thư biểu mô tuyến, thường phát triển u nguyên bào gan. Ngoài ra, đột biến beta-catenin đã được chứng minh là phổ biến ở u nguyên bào gan lẻ tẻ, xảy ra ở 67% bệnh nhân.
Gần đây, các thành phần khác của con đường truyền tín hiệu Wnt cũng đã chứng minh vai trò có khả năng trong việc kích hoạt cấu thành con đường này trong nguyên nhân gây ra u nguyên bào gan. Bằng chứng tích lũy cho thấy rằng u nguyên bào gan có nguồn gốc từ một tế bào gốc đa năng.
Các hội chứng với tỷ lệ mắc u nguyên bào gan tăng bao gồm hội chứng Beckwith Wiedmann, trisomy 18, trisomy 21, hội chứng Acardia, hội chứng Li-Fraumeni, hội chứng Goldenhar, bệnh von Gierke và bệnh đa nang tuyến gia đình.

## Chẩn đoán
Phương pháp phổ biến nhất để kiểm tra u nguyên bào gan là xét nghiệm máu kiểm tra mức độ alpha-fetoprotein. Alpha-fetoprotein (AFP) được sử dụng như một chỉ số sinh học để giúp xác định sự hiện diện của ung thư gan ở trẻ em. Khi mới sinh, trẻ sơ sinh có mức AFP tương đối cao, giảm xuống mức trưởng thành bình thường vào năm thứ hai của cuộc đời. Mức bình thường đối với AFP ở trẻ em đã được báo cáo là thấp hơn 50 nanogram trên mililit (ng/ml) và 10 ng/ml ở người lớn. Mức AFP lớn hơn 500 (ng/ml) là một chỉ số đáng kể chỉ ra u nguyên bào gan. AFP cũng được sử dụng như một chỉ số thành công điều trị. Nếu phương pháp điều trị thành công trong việc loại bỏ ung thư, mức độ AFP dự kiến sẽ trở lại bình thường.

## Điều trị
Phẫu thuật cắt bỏ khối u, hóa trị bổ trợ trước khi cắt bỏ khối u và ghép gan đã được sử dụng để điều trị các bệnh ung thư này. Ghép gan nguyên phát cung cấp tỷ lệ sống sót cao, lâu dài, không bệnh trong khoảng 80%, trong trường hợp cắt bỏ hoàn toàn khối u và tỷ lệ sống sót sau hóa trị liệu tiếp cận 100%. Sự hiện diện của di căn là yếu tố dự báo mạnh nhất về tiên lượng xấu.